# Луција Храдецка
Луција Храдецка (чеш. Lucie Hradecká) професионална је чешка тенисерка. Њен најбољи пласман на ВТА листи је 41. мјесто у појединачној конкуренцији (6. јуна 2011), а 7. мјесто у конкуренцији парова (7. маја 2012). У својој каријери никада није освојила ВТА турнир појединачно, а у паровима је освојила 13 ВТА титула, укључујући и Ролан Гарос 2011. у пару са Андреом Хлавачковом.

## Финала великих турнира

### Гренд слем турнири

#### Парови (2)

##### Побједе (1)
| Година | Турнир      | Подлога | Партнерка         | Противнице у финалу       | Резултат у финалу |
| ------ | ----------- | ------- | ----------------- | ------------------------- | ----------------- |
| 2011.  | Ролан Гарос | Шљака   | Андреа Хлавачкова | Сања Мирза Јелена Веснина | 6–4, 6–3          |

#### Порази (1)
| Година | Турнир   | Подлога | Партнерка         | Противнице у финалу            | Резултат у финалу |
| ------ | -------- | ------- | ----------------- | ------------------------------ | ----------------- |
| 2012.  | Вимблдон | Трава   | Андреа Хлавачкова | Серена Вилијамс Винус Вилијамс | 5–7, 4–6          |

### Олимпијске игре

#### Парови
| Медаља | Година | Подлога | Партнерка         | Противнице у финалу            | Резултат у финалу |
| ------ | ------ | ------- | ----------------- | ------------------------------ | ----------------- |
| Сребро | 2012.  | Трава   | Андреа Хлавачкова | Серена Вилијамс Винус Вилијамс | 4–6, 4–6          |

## ВТА финала (22)

### Појединачно (7)
| Легенда: Пре 2009.             | Легенда: Од 2009.       |
| ------------------------------ | ----------------------- |
| Гренд слем турнири (0–0)       |                         |
| Завршна првенства сезоне (0–0) |                         |
| категорија (0–0)               | Обавезни Премијер (0–0) |
| категорија (0–0)               | Премијер 5 (0–0)        |
| категорија (0–1)               | Премијер (0–0)          |
| и категорија (0–0)             | Међународни (0–3)       |

#### Порази (4)
| Бр. | Датум              | Турнир                          | Подлога | Противница у финалу | Резултат у финалу |
| --- | ------------------ | ------------------------------- | ------- | ------------------- | ----------------- |
| 1.  | 20. јул 2008.      | Отворено првенство Бад Гаштајна | шљака   | Полин Пармантје     | 4–6, 4–6          |
| 2.  | 18. мај 2009.      | Међународно првенство Стразбура | шљака   | Араван Резај        | 6–7(2), 1–6       |
| 3.  | 2. август 2009.    | Куп Истанбула                   | тврда   | Вера Душевина       | 0–6, 1–6          |
| 4.  | 30. април 2011     | Отворено првенство Барселоне    | шљака   | Роберта Винчи       | 6–4, 2–6, 2–6     |
| 5.  | 16. септембар 2012 | Квебек                          | тврда   | Кирстен Флипкенс    | 1-6, 5-7          |
| 6.  | 25. мај 2013       | Међународно првенство Стразбура | шљака   | Ализе Корне         | 6-7(4), 0-6       |
| 7.  | 2. мај 2015        | Праг                            | шљака   | Каролина Плишкова   | 6-4, 5-7, 3-6     |

### Парови (18)
| Легенда: Пре 2009.             | Легенда: Од 2009.       |
| ------------------------------ | ----------------------- |
| Гренд слем турнири (1–1)       |                         |
| Завршна првенства сезоне (0–0) |                         |
| категорија (0–0)               | Обавезни Премијер (0–0) |
| категорија (0–0)               | Премијер 5 (0–0)        |
| категорија (2–0)               | Премијер (0–1)          |
| и категорија (3–1)             | Међународни (7–2)       |

#### Побједе (13)
| Бр. | Датум               | Турнир                              | Подлога       | Партнерка             | Противнице у финалу               | Резултат у финалу     |
| --- | ------------------- | ----------------------------------- | ------------- | --------------------- | --------------------------------- | --------------------- |
| 1.  | 24. септембар 2006. | Отворено првенство Словеније (1)    | тврда         | Рената Ворачова       | Ева Бирнерова Емили Лоа           | предаја               |
| 2.  | 29. јул 2007.       | Отворено првенство Бад Гаштајна (1) | шљака         | Ренета Ворачова       | Агњеш Савај Владимира Ухлиржова   | 6–3, 7–5              |
| 3.  | 23. септембар 2007. | Отворено првенство Словеније (2)    | тврда         | Ренета Ворачова       | Андреја Клепач Јелена Лиховцева   | 5–7, 6–4, [10–7]      |
| 4.  | 28. април 2008.     | Отворено првенство Прага            | шљака         | Андреа Хлавачкова     | Џил Крејбас Михаела Крајичек      | 1–6, 6–3, 10–6        |
| 5.  | 14. јул 2008.       | Отворено првенство Бад Гаштајна (2) | шљака         | Андреа Хлавачкова     | Сесил Карантанчева Наташа Зорић   | 6–3, 6–3              |
| 4.  | 20. јул 2009.       | Отворено првенство Бад Гаштајна (3) | шљака         | Андреа Хлавачкова     | Татјана Малек Андреа Петковић     | 6–2, 6–4              |
| 7.  | 1. август 2009.     | Куп Истанбула                       | тврда         | Ренета Ворачова       | Јулија Гергес Пати Шнидер         | 2–6, 6–3, [12–10]     |
| 8.  | 3. јануар 2010.     | Међународно првенство Бризбејна     | тврда         | Андреа Хлавачкова     | Мелинда Цинк Аранча Пара Сантонха | 2–6, 7–6(7–3), 10–4   |
| 9.  | 25. јул 2010.       | Отворено првенство Бад Гаштајна (4) | шљака         | Анабел Медина Гаригес | Тимеа Бачински Татјана Гарбин     | 6–7(2–7), 6–1, [10–5] |
| 10. | 3. јун 2011.        | Ролан Гарос                         | шљака         | Андреа Хлавачкова     | Сања Мирза Јелена Веснина         | 6–4, 6–3              |
| 11. | 18. јул 2011.       | Отворено првенство Бад Гаштајна (5) | шљака         | Ева Бирнерова         | Јармила Гајдошова Јулија Гергес   | 4–6, 6–2, [12–10]     |
| 12. | 7. јануар 2012.     | Окланд класик                       | тврда         | Андреа Хлавачкова     | Јулија Гергес Флавија Пенета      | 6–7(2–7), 6–2, [10–7] |
| 13. | 25. фебруар 2012.   | Куп Мемфиса                         | тврда (двор.) | Андреа Хлавачкова     | Вера Душевина Олга Говорцова      | 6–3, 6–4              |

#### Порази (5)
| Бр. | Датум             | Турнир                         | Подлога       | Партнерка           | Противнице у финалу                                | Резултат у финалу |
| --- | ----------------- | ------------------------------ | ------------- | ------------------- | -------------------------------------------------- | ----------------- |
| 1.  | 18. јул 2006.     | Велика награда Будимпеште      | тврда         | Ренета Ворачова     | Јанета Хусарова Михаела Крајичек                   | 6–4, 4–6, 4–6     |
| 2.  | 29. август 2009.  | Отворено првенство Њу Хејвена  | тврда         | Ивета Бенешова      | Нурија Љагостера Вивес Марија Хосе Мартинез Санчез | 2–6, 5–7          |
| 1.  | 19. фебруар 2011. | Куп Мемфиса                    | тврда (двор.) | Андреа Хлавачкова   | Олга Говорцова Ала Кудријавцева                    | 3–6, 6–4, [8–10]  |
| 4.  | 25. октобар 2011. | Отворено првенство Луксембурга | тврда (двор.) | Јекатарина Макарова | Ивета Бенешова Барбора Захлавова-Штрицова          | 5–7, 3–6          |
| 3.  | 6. јул 2012.      | Вимблдон                       | трава         | Андреа Хлавачкова   | Серена Вилијамс Винус Вилијамс                     | 5–7, 4–6          |

## Учешћа на гренд слем турнирима

### Појединачно
| Год.  | Отворено првенство Аустралије (1–3) | Отворено првенство Аустралије (1–3) | Ролан Гарос (2–4) | Ролан Гарос (2–4) | Вимблдон (0–4) | Вимблдон (0–4)   | Отворено првенство САД (0–3) | Отворено првенство САД (0–3) |
| 2009. | -                                   | -                                   | 2. коло           | Карла Суарез      | 1. коло        | Ана Ивановић     | 1. коло                      | Јелена Веснина               |
| 2010. | 1. коло                             | Шахар Пер                           | 1. коло           | А. Дулгеру        | 1. коло        | В. Лепченко      | 1. коло                      | Петра Квитова                |
| 2011. | 1. коло                             | Алберта Бријанти                    | 2. коло           | Андреа Петковић   | 1. коло        | Луција Шафаржова | 1. коло                      | К. Бондаренко                |
| 2012. | 2. коло                             | Вера Звонарјова                     | 1. коло           | Јулија Гергес     | 1. коло        | Анџелик Кербер   | -                            | -                            |

### Парови
| Год.  | Отворено првенство Аустралије (8–6) | Отворено првенство Аустралије (8–6) | Ролан Гарос (12–6)       | Ролан Гарос (12–6)       | Вимблдон (9–7)        | Вимблдон (9–7)            | Отворено првенство САД (5–6) | Отворено првенство САД (5–6) |
| 2006. | -                                   | -                                   | 1. коло М. Суха          | В. Руано Паола Суарез    | 3. коло Хана Шромова  | А. Гренефелд М. Шонеси    | 1. коло В. Ухлиржова         | С. Белтрам Т. Головин        |
| 2007. | 1. коло Р. Ворачова                 | В. Душевина М. Кириленко            | 1. коло Р. Ворачова      | К. Среботник Ај Сугијама | 1. коло Р. Ворачова   | Лиса Рејмонд С. Стосур    | 1. коло Р. Ворачова          | М. Крајичек А. Радвањска     |
| 2008. | 1. коло Р. Ворачова                 | С. Форец Селима Сфар                | 2. коло Р. Ворачова      | Н. Грандин Ракел Копс    | 1. коло Р. Ворачова   | В. Азаренка Шахар Пер     | 2. коло Р. Ворачова          | Кара Блек Лизел Хубер        |
| 2009. | 2. коло А. Хлавачкова               | Сје Су-веј Пенг Шуеј                | 1. коло А. Хлавачкова    | С. Вилијамс В. Вилијамс  | 1. коло А. Хлавачкова | А. Медина В. Руано        | 2. коло А. Хлавачкова        | С. Стосур Р. Стабс           |
| 2010. | 3. коло А. Хлавачкова               | С. Вилијамс В. Вилијамс             | 3. коло А. Хлавачкова    | С. Вилијамс В. Вилијамс  | 2. коло А. Хлавачкова | И. Бенешова Б. Стрицова   | 1. коло А. Хлавачкова        | Хантухова К. Возњацки        |
| 2011. | 2. коло А. Хлавачкова               | К. Пешке К. Среботник               | побједа А. Хлавачкова    | Сања Мирза Ј. Веснина    | 1. коло А. Хлавачкова | Клаудија јанс А. Росолска | четвртфинале А. Хлавачкова   | Вања Кинг Ј. Шведова         |
| 2012. | полуфинале А. Хлавачкова            | Сара Ерани Р. Винчи                 | полуфинале А. Хлавачкова | М. Кириленко Н. Петрова  | финале А. Хлавачкова  | С. Вилијамс В. Вилијамс   | -                            | -                            |

### Мјешовити парови
| Год.  | Отворено првенство Аустралије (1–1) | Отворено првенство Аустралије (1–1) | Ролан Гарос (0–1) | Ролан Гарос (0–1)       | Вимблдон (0–4)       | Вимблдон (0–4)            | Отворено првенство САД (3–2) | Отворено првенство САД (3–2) |
| 2008. | -                                   | -                                   | -                 | -                       | 1. коло Ф. Чермак    | Алиша Молик Ј. Бјоркман   | -                            | -                            |
| 2009. | -                                   | -                                   | -                 | -                       | 1. коло Ф. Чермак    | А. Медина Ф. Санторо      | -                            | -                            |
| 2010. | 2. коло Ф. Чермак                   | Ракел Копс Дик Норман               | -                 | -                       | 1. коло Леош Фриједл | Клаудија Јанс С. Гонзалез | 1. коло Ф. Чермак            | Кара Блек Леандер Паес       |
| 2011. | -                                   | -                                   | -                 | -                       | 2. коло Ф. Чермак    | Говорцова Ерик Бјуторек   | полуфинале Ф. Чермак         | Жизела Дулко Е. Шванк        |
| 2012. | 1. коло Ф. Чермак                   | Б. Матек Хорија Течау               | 1. коло Ф. Чермак | Ј. Веснина Леандер Паес | -                    | -                         | -                            | -                            |